# Kerr
Kerr (gael. Cearr, MacGhillechearr) – szkockie nazwisko i nazwa klanu ze szkockich Nizin i Pogranicza.
Klan pochodzenia prawdopodobnie normańskiego. pochodzenie nazwiska, pisanego dawniej jako Carr, Ker lub Carre, nie jest do końca wyjaśnione. Istniejące hipotezy wywodzą je od:
- Kerr (gael. – mocny)
- Caer (bryt. – fort)
- Ciar (gael. – mroczny, śniady)
- Cearr (gael. – leworęczny, mańkut)
- Kjrr (norw. – mieszkaniec moczarów)

W Szkocji nazwisko Kerr pojawia się w początku XIV w. Za założycieli rodu uważa się braci Ralpha i Johna Ker, którzy osiedlili się w Jedburgu, w południowej Szkocji ok. 1330 r.
W XV i XVI w. klan posiadając kilka zamków na pograniczu szkocko-angielskim odgrywał znaczącą rolę jako wasale korony. Dzięki temu otrzymali liczne nadania od królów szkockich, m.in. baronię Old Roxburg, Cessford i Oxnam.
Wiele splendorów spłynęło na ród za panowania Jakuba I, którego wpływowym faworytem był Robert Carr, 1. Earl Somerset (1587–1647).
W czasie powstań jakobickich Kerrowie wspierali w większości stronę rządu brytyjskiego. Lord Mark Kerr, późniejszy markiz Lothian dowodził trzema szwadronami w bitwie pod Culloden, pod komendą księcia Cumberlanda.
W XVIII i XIX w. rodzina wydała wielu wybitnych polityków i prawników.
Obecną głową klanu jest Michael Andrew Foster Jude Kerr, 13. markiz Lothian (ur. 1945)
Klan dzieli się na kilka gałęzi z których najważniejsze to:
- Kerr of Cessford
- Kerr of Ferniehurst
- Kerr of Linton
- Ker of Kersland